# Alchemilla trochocrater
Alchemilla trochocrater é uma espécie de rosácea do gênero Alchemilla, pertencente à família Rosaceae.